# Феодосия. Лунная ночь
«Феодосия. Лунная ночь» — серия одноимённых картин русского художника армянского происхождения И. К. Айвазовского, всемирно известного художника-мариниста, которая показывает Феодосийский залив и рейд в лунном свете. Мастер был известен большим количеством автокопий и самоповторов в выборе сюжетов, часто поручая часть работы ученикам.

## Описание
Уроженец Феодосии, Айвазовский выполнил десятки видов Феодосийского залива в разное время суток и с разных ракурсов. Важной частью композиции являлась башня Святого Константина, которая во времена Айвазовского была на берегу моря.
- Феодосия. Лунная ночь. 1852
- Лунная ночь. Купальня в Феодосии. 1853
- Феодосия. Лунная ночь Вид с балкона дома Айвазовского на море и город

### 1852 год
Картина Феодосия. Лунная ночь была написана в 1852 году. Холст, масло, размер: 29 x 36 см. Находится в частном собрании.

### 1853 год
Лунная ночь. Купальня в Феодосии. 1853. Холст, масло, размер: 94 х 143 см. Находится в собрании Таганрогской картинной галереи.

### 1880 год
Феодосия. Лунная ночь (Другое название Вид с балкона дома Айвазовского на море и город) 1880 года имеет несколько иную композицию. Направление взгляда по-прежнему с севера на юг, однако точка зрения расположена выше, здание купальни не показано, луна выше над горизонтом и её свет сильнее. Холст, масло, размер: 44 x 64 см. Находится в собрании Алтайского музея изобразительных искусств, Барнаул.